# 野田佳彦
野田 佳彦（のだ よしひこ 、1957年〈昭和32年〉5月20日 - ）は、日本の政治家。立憲民主党所属の衆議院議員（10期）。立憲民主党代表（第3代）。
千葉県議会議員（2期）、財務副大臣（鳩山由紀夫内閣）、財務大臣（第14代）、内閣総理大臣（第95代）、民主党国会対策委員長（第7代・第10代）、民主党幹事長代理、民主党代表（第9代）、民主党最高顧問、民進党幹事長（第2代）を歴任した。

## 来歴

### 生い立ち
千葉県船橋市出身。父は富山県の農家の6人兄弟の末っ子として生まれ、陸上自衛隊習志野駐屯地に所属した自衛官 だった。母は千葉県の農家の11人兄弟の末っ子だった。
3歳半の時、当時日本社会党委員長であった浅沼稲次郎が死亡した浅沼稲次郎暗殺事件を知り、初めて政治を意識したという。保育園に通っていたときには、ジョン・F・ケネディ暗殺が起き、政治家は命懸けの仕事なのだと幼児期には固く信じていた。

### 学生時代
船橋市立薬園台小学校、船橋市立二宮中学校を卒業、1976年（昭和51年）3月、千葉県立船橋高等学校を卒業。高校時代は柔道部に所属。1976年（昭和51年）4月、早稲田大学政治経済学部政治学科に入学。当初は立花隆に憧れ、ジャーナリストを志していた。在学中は新自由クラブでボランティア活動をし、1977年の参院選でビラ配りをした経験もある。同年にはTBSの『クイズ世界をあなたに』の解答者として出場。優勝しアメリカ旅行を手にした。
1980年（昭和55年）3月、同大学卒業。NHKと読売新聞の内定を得ていたが、松下幸之助が設立したばかりの松下政経塾に第1期生として入塾した。野田は「今でも、松下幸之助塾長との最終面接を鮮烈に覚えています。笑顔で迎えてもらったが、目は笑っていませんでした。むしろ、射抜くような怖い目つきでした。耳はとても大きくて、ピンと立っていました。」「『キミの身内に政治家はおるか?』『まったくいません』『そりゃ、エエな。ところでキミの家は金持ちか?』『どちらかというと貧乏です』『なお、エエな』何が良かったのか、いまだにさっぱり分かりません。が、こうして、政経塾で5年間、あるべき政治の姿を学ぶことになりました。」と当時について回想している。
松下政経塾では学童保育の研究などを行い、1985年（昭和60年）に卒業した。

### 政界入り
家庭教師や都市ガスの点検員など、様々な仕事の経験を経て、1987年（昭和62年）に千葉県議会議員選挙に千葉県内一の激戦区である船橋市から立候補した。選挙資金はカンパによる500万円、運動員は20代のボランティア約50人だったが、「金権千葉の政治風土を変えよう」「路地裏の政治」と毎日朝夕、駅前で訴え、下馬評を覆し当選した。千葉県議は2期務めた。

### 国政へ
1992年（平成4年）に松下政経塾の評議員の1人だった元熊本県知事の細川護煕の下で、小池百合子・前原誠司・山田宏・樽床伸二・中田宏らとともに、日本新党の結党に参加。翌1993年（平成5年）の第40回衆議院議員総選挙に旧千葉1区から立候補して、選挙区内で最も多くの票を得て初当選した。この総選挙では日本新党ほか新生党、新党さきがけが党勢を拡大して自由民主党を過半数割れに追い込み、8党派による連立政権が誕生するが、細川内閣・羽田内閣はともに短命に終わり、非自民・非共産連立政権は10ヶ月で幕を下ろした。直後に野党による新党（新進党）結成の機運が高まり、野田も1994年12月の結党に参加した。衆議院議員になった1993年（平成5年）夏、地元の千葉県に松下政経塾の地域政経塾である千葉政経塾を地元の有志たちと共に設立している。
小選挙区比例代表並立制導入後初めて実施された1996年（平成8年）の第41回衆議院議員総選挙では千葉4区から新進党公認で立候補。同党は1つの例外を除き、各比例ブロックにつき1人しか重複立候補を認めない方針を取っていた。そのため得票数1位の自民党の田中昭一とわずか105票の差で落選した（これは2023年1月現在、衆議院選挙の小選挙区において3位の記録である。接戦選挙#国政選挙1人区を参照）。落選後に新進党を離党し、1998年（平成10年）に結党された民主党に入党した。
この間は細川のサポートを受けていた。
2000年（平成12年）の第42回衆議院議員総選挙では、民主党公認で千葉4区から立候補して当選し、国政に復帰。同年、民主党総務局長に就任した。翌2001年（平成13年）の民主党「次の内閣」でネクスト行政改革・規制改革担当大臣に就任する。
2002年（平成14年）9月の民主党代表選挙に際しては、菅直人・鳩山由紀夫の「鳩菅体制」に危機感を覚える前原誠司・松沢成文・河村たかしなどの中堅・若手議員で「第二期民主党をつくる有志の会」を結成した。代表選に前原と野田のどちらを擁立するかで調整が難航したが、中堅・若手議員を代表する形で野田の立候補に落ち着いた。鳩山代表の3選は阻止できず落選したが、選挙戦を通じて党内での知名度を高めた。その後、鳩山代表から政策調査会長就任を要請されるが、鳩山を支持するために代表選立候補を取り止めた中野寛成の幹事長就任を「論功行賞」と批判し、就任を固辞した。
12月に民主党国会対策委員長に（2003年〈平成15年〉11月まで）就任。2004年（平成16年）には「次の内閣」でネクスト財務大臣に就任（2005年〈平成17年〉9月まで）して、党の要職を歴任する。
2005年（平成17年）の第44回衆議院議員総選挙では千葉4区で自民党の藤田幹雄の猛追を受けるが、944票差で藤田を破って4選。なお、この選挙で千葉県内の小選挙区で当選した民主党議員は野田しかいなかった。

### 堀江メール問題での失脚
2005年（平成17年）の総選挙で惨敗した民主党は敗北の責任を取って辞任した岡田克也代表の後任に前原誠司を選出して、野田は前原執行部で国会対策委員長に再任した。しかし、2006年（平成18年）2月に永田寿康が引き起こしたライブドア元社長の堀江貴文の総選挙立候補をめぐる堀江メール問題では、当初このメールの信憑性を疑わずに前原発言後の記者達を集めた記者会見で「これが証拠の電子メールです」と発言し入手した証拠の電子メールを発表し永田を擁護する対応をとったため国対委員長を引責辞任した（のちに前原も民主党代表を辞任）。なお、このメール問題について2008年（平成20年）に刊行された民主党秘書らによる『民主党10年史』（第一書林）では「普通の企業なら当然そなわっている危機管理と統治能力がなかった」、「党執行部の仲良しグループ化が生んだ情報囲い込み」が原因だったと指摘された。また、馬淵澄夫によれば、国対委員長を辞任した野田と神楽坂のバーで飲んだ際、野田は「いやー、いろいろあったけど墓場まで持っていくしかねぇな」と話したという。
国対委員長辞任後は科学技術政策ワーキングチームの座長として宇宙の軍事利用の検討を行い、防衛目的の利用はできないという従来の政府解釈を転換し、非侵略での宇宙利用を容認する「宇宙条約」の締結を進める方針や「宇宙庁」の設置を主張した。
2007年（平成19年）11月から2008年（平成20年）4月まで国土審議会委員を務めた。
2008年（平成20年）8月に「本当の二大政党なら政策論争をしないと意味がない」と主張して、民主党代表選への立候補をあきらかにしたが、幹部の松本剛明に強く自制を求められるなどみずからのグループをまとめきれず、さらに安住淳国対委員長代理（当時）からいわゆる偽メール問題の責任を挙げられ自省を迫られるなど、推薦人（20人）確保のめどが立たず、立候補を断念。これにより、小沢一郎代表体制の継続が事実上決まった。野田の立候補断念に反発した馬淵澄夫は、グループを脱会した。
2009年（平成21年）5月の小沢代表辞任に伴う後継選挙では、岡田克也を支援した。岡田は鳩山由紀夫に敗北したが、岡田が鳩山代表のもとで幹事長に就任すると幹事長代理として執行部入りした。

### 鳩山内閣
2009年9月、鳩山由紀夫内閣が成立すると、当初は防衛大臣への起用が取り沙汰されたが、野田が著書で集団的自衛権の行使容認を主張するなどタカ派的な姿勢を示していたことから、連立を組む社民党の懸念により見送られ、藤井裕久財務相の推挙により財務副大臣（予算担当）に就任し、消費増税派に転向する。2010年（平成22年）1月に藤井が健康上の問題を理由に辞任すると、当時は小沢一郎幹事長と敵対関係ではなかったため、後任候補の1人として名前が上がり、藤井も野田を後任に推薦する意向だったが、菅直人副総理が国家戦略担当大臣から横滑りする形で財務相に就任し、野田の財務相昇格案は見送られた。

### 菅直人内閣

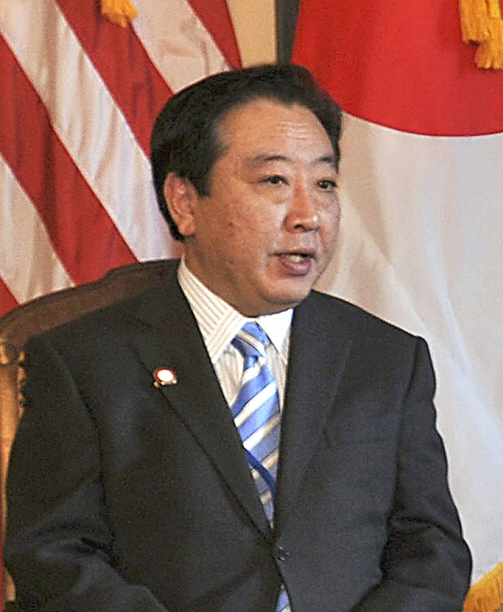
財務大臣在任時

2010年（平成22年）6月に鳩山が民主党代表・総理辞任を表明して、6月8日に鳩山内閣は総辞職した。後継の民主党代表には菅副総理兼財務相が就任して、菅直人内閣の財務相には野田が副大臣から昇格する形で就任した。初入閣での財務相就任は初めての例であり、戦後の大蔵大臣時代を含めても比較的異例である。
同年8月20日、為替動向について記者会見で「重大な関心をもって注意深くみていく」と述べる一方、為替介入についてはコメントを避けた。9月8日、円高について衆院財務金融委員会での答弁で「明らかに一方的に偏っている」とし、「必要なときには為替介入をふくむ断固たる措置をとる」「産業の空洞化にもつながりかねないということで、強い懸念をもっている」と述べた。9月15日、政府・日本銀行が「円売りドル買い」の為替介入に踏み切ったことを発表。この介入により1ドル＝82円台から1ドル＝85円台に急落した。10月8日、1ドル＝81円台に上昇したことを受け「より一層重大な関心を持ってマーケットの動向を注視し、必要なときには介入を含めて断固たる措置をとるという姿勢に変わりはない」と述べた。また同日ワシントンで開かれた先進7か国財務相・中央銀行総裁会議（G7）では為替介入について「批判的な意見は出なかった」と説明した。
9月に発足した菅改造内閣でも財務相に留任。2011年（平成23年）1月の内閣改造に際しては内閣官房長官への横滑りも取り沙汰されたが、野田が財務相続投を強く希望したため、菅再改造内閣でも留任した。
スタンダード&プアーズによる米国債の格下げに伴い、2011年（平成23年）8月8日に行われたG7電話会談では、「米国債への信頼は揺るがないし、魅力ある商品だと思う」と述べ、円高に対してはマーケットの動向を注視すると述べた。

### 2011年民主党代表選挙
2011年（平成23年）6月9日、菅直人首相の退陣表明を受けて仙谷由人民主党代表代行や岡田克也党幹事長らは民主党代表選挙に野田を擁立する方向で調整。朝日新聞（2011年〈平成23年〉6月9日付）が1面トップでポスト菅の「本命」と報じ、夕刊の各全国紙が後追いした。野田は8月10日の文藝春秋で「時機が来れば、私は、先頭に立つ覚悟です」と党代表選への立候補に意欲を示し、同日の記者会見では「脱小沢」路線は見直すべきとの考えを示した。8月23日、代表選での連携を期待していた 前原誠司が立候補の意向を示した。
野田は8月26日に立候補を表明して、福島第一原発事故の収束を優先事項に挙げる。また自身は脱原発依存の立場であり、原発は新設しないことを表明した。朝日新聞が8月26日に発表した「次期首相にだれがふさわしいか」の世論調査の結果では、原口一博に次ぐ4位となった。同26日には小沢一郎元代表の支持を受けた海江田万里経済産業大臣が立候補を表明。代表選には史上最多となる野田・前原誠司前外務大臣・海江田経産大臣・鹿野道彦農林水産大臣・馬淵澄夫前国土交通大臣の5人が立候補する形となった。
2011年（平成23年）8月29日に施行された代表選挙では、第1回目の投票で海江田の143票に次ぐ102票を獲得。過半数を獲得した候補がいなかったため決選投票となり、小沢への批判票を集めた野田が215票を獲得して177票を獲得した海江田を逆転し、第9代民主党代表に選出された。
投票前に行われた、いわゆる「ドジョウ演説」では、ジョークや相田みつをの詩を交えつつ、政治に「夢、志、人情」を取り戻すことを訴えた。
落語家の三遊亭楽春は「落語にドジョウは出てくるが主役じゃない。野田さんは華はないけど実直で安心感はある」とドジョウ演説を評価した一方で、政治評論家の有馬晴海は「『ドジョウ政治』と言っても何をしたいのか分からない。もっと自分の生活から絞り出てくる言葉がほしい」と批判した。
党首選挙に於ける決選投票での逆転当選は、1956年12月自由民主党総裁選挙での石橋湛山以来55年振りで、民主党では初めてとなった。

### 内閣総理大臣就任

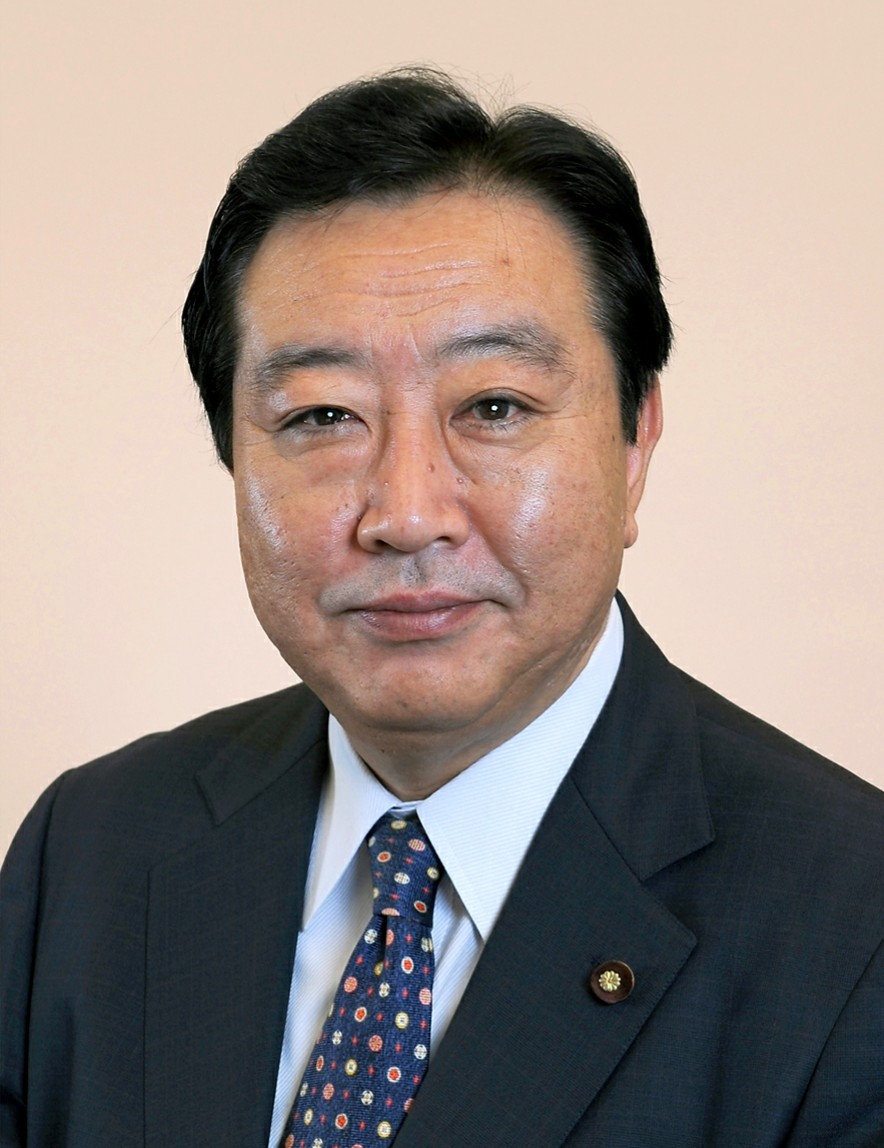
内閣広報室より公表された肖像（2011年撮影）

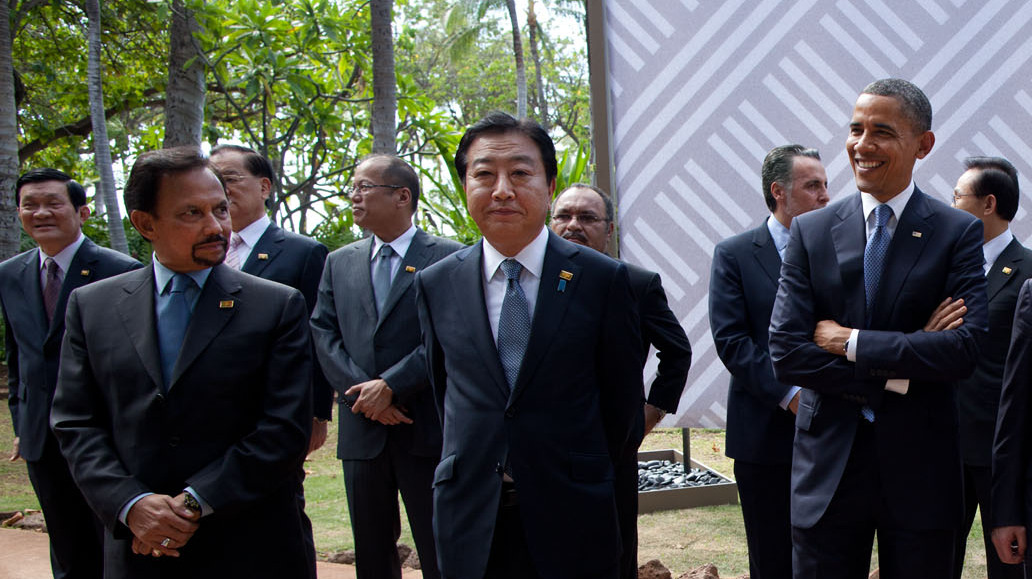
APECでブルネイ、アメリカ合衆国、ベトナム、台湾、フィリピン、大韓民国首脳と（2011年）

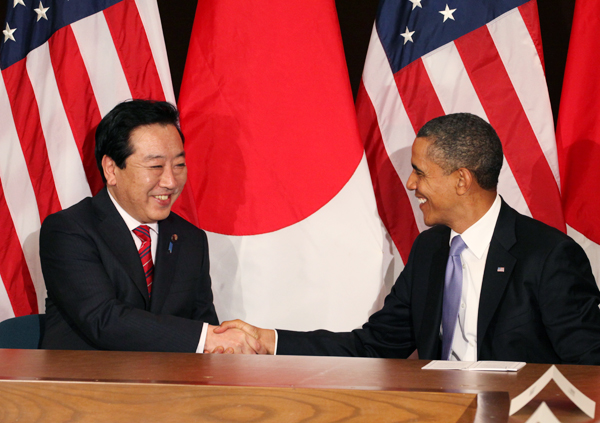
アメリカ合衆国のバラク・オバマ大統領と

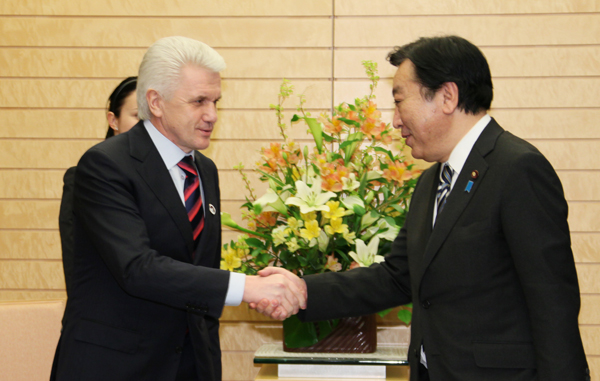
ウクライナの最高会議議長ヴォロディミル・リトヴィンと

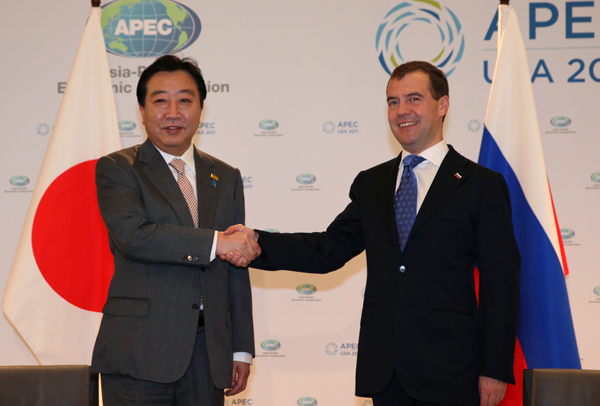
ロシアのドミートリー・メドヴェージェフ大統領と

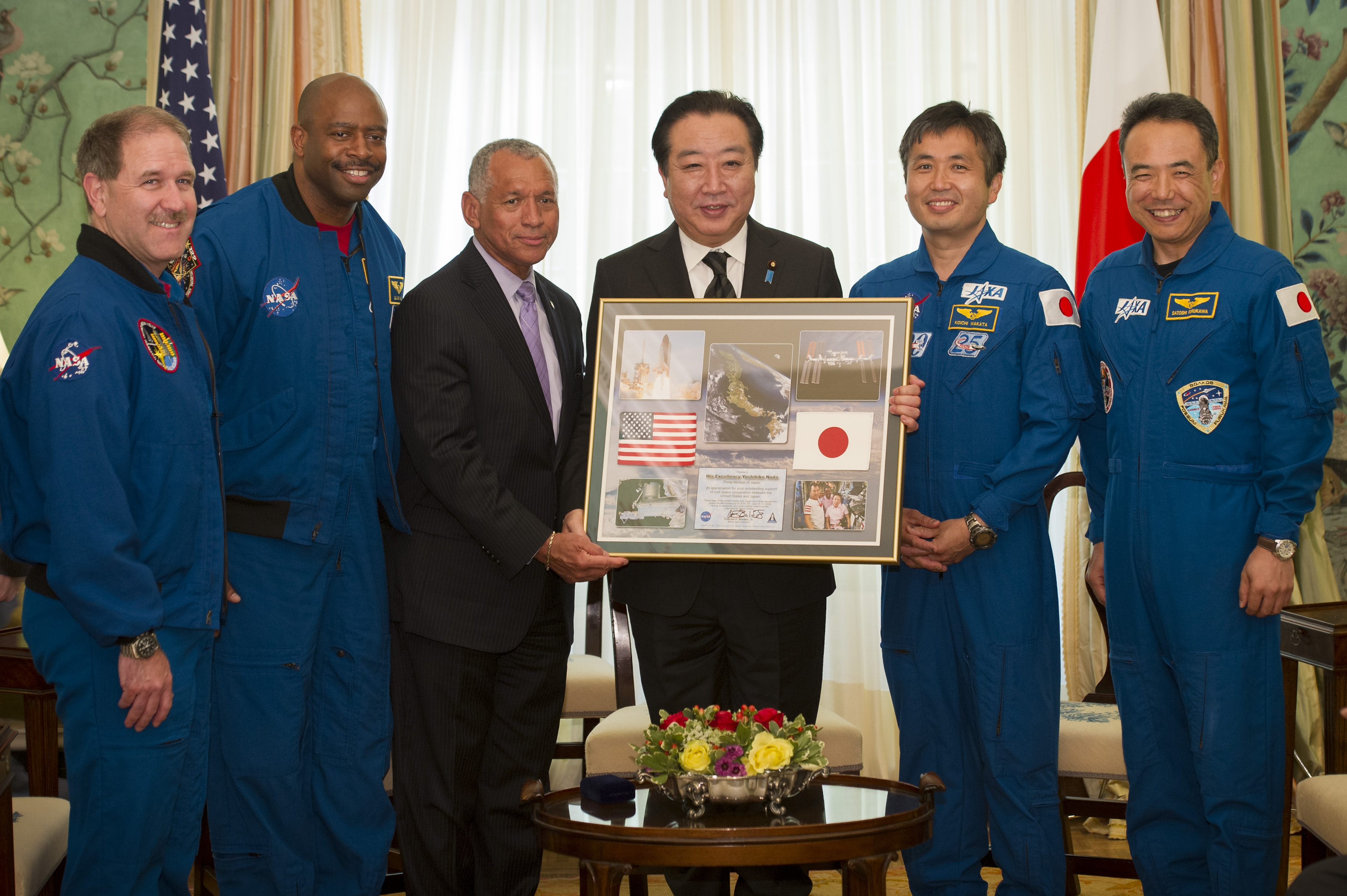
アメリカ航空宇宙局長官らと

#### 野田内閣
民主党代表選出後の2011年（平成23年）8月30日、菅再改造内閣の総辞職を受けて衆参両院で行われた首班指名選挙において、第95代内閣総理大臣に指名された。9月2日に天皇による親任式を経て正式に内閣総理大臣に就任し、民主党と国民新党の連立による野田内閣が発足した。松下政経塾出身の初めての総理大臣である。1955年以後で自民党在籍経験を持たない総理大臣が2代続いた唯一の例となっている。また、初の昭和30年代生まれの総理大臣であり、初の千葉県出身の総理大臣である。
9月21日にオバマ大統領と、ニューヨークの国連本部で初めての日米首脳会談を行う。会談後、オバマ大統領は野田について「I can do business with him（彼とは仕事ができる）」と評したとされる。
10月7日に政府は臨時閣議で東北地方太平洋沖地震（東日本大震災）の復興事業を盛り込んだ第3次補正予算案を閣議決定し、野田は東日本大震災復興対策本部で予算案の早期成立に向けて野党の意見を取り入れる姿勢を示した。補正予算の総額は12兆円程度で、そのうち震災関係経費は9兆1,000億円。財源は10年間で9兆2,000億円にのぼる臨時増税で賄う方針。復興財源を所得税や法人税などの臨時増税で賄うことに対し、毎日、読売、日経、朝日の各紙は「増税やむなし」との見解を社説で表明したのに対し、産経と東京の二紙は「歳出削減が第一である」と疑念を呈した。また、みんなの党の渡辺喜美や松下政経塾設立に関わった江口克彦が松下幸之助の「無税国家論」と相容れないと国会で質問したのに対し、野田は「松下さんが想定をしていたよりもはるかに深刻な財政状況を招いている」「松下幸之助は（中略）演壇においてとうとうと師の教えと私の持論を述べることについて必ずしもお喜びにならないと思います。むしろ、実行し、実践することを求めていると思います」と答弁した。
12月20日に「南スーダン国際平和協力業務の実施に関する自衛隊行動命令」を発出した後、翌2012年には1月11日より段階的に派遣を進める。
2012年6月、2011年度第1 - 第3次補正予算で計上された復興予算約15兆円のうち、約4割が年度内に使われなかったことが明らかになった。震災直後は被害状況の把握が難しく予算が多めに計上されたことや、被災地との調整に手間取り復興事業が想定通りに進まなかったことが原因とされている。
2011年10月19日、韓国訪問中に李明博大統領と会談を行い、日韓経済連携協定 (EPA) 交渉の早期再開に向けて実務者協議を加速させることや、市場の不安定化に備えて両国の通貨スワップの限度額を現行の130億ドルからその5倍の700億ドルへ拡充することなどで合意した。通貨スワップの拡大は、相互依存関係が強まっている韓国経済を安定化させることによって日本の経済成長を促し、日本が通貨スワップを行使して円売り・ドル買いを行うことによって円高を抑える効果が期待できるとされている 一方、日本にはメリットがほとんどないという見解もあった。日韓首脳会談では同時に、植民地時代に日本に渡った朝鮮半島由来の図書5冊が引き渡され、「韓日関係が未来に向かうため象徴的意味を持っている」と李から謝意を表明された。
10月21日、野田は大洪水の被害が拡大しているタイへの支援策を早急にまとめるように閣僚に指示し、それを受けて政府は船外機・仮設トイレ・ライフジャケットなど2,500万円相当の緊急援助物資第2弾を決定した。タイからは東日本大震災の際に援助物資や義援金を受け取っており、政府はすでに緊急援助物資としてテントや浄水器など3,000万円相当、東南アジア諸国連合プラス3 (ASEAN+3) の備蓄米を融通し合う制度を利用して5万ドルなどをタイに対して支出した。
10月31日、ベトナムのズン首相と官邸で会談し、2010年に合意した日本が輸出するニントゥアン第二原子力発電所について計画通り実施することを再確認した。3.11後、菅首相（当時）による原発輸出見直し発言もあったが、これにより従来通り原発輸出推進へと舵を切ることとなった。
12月16日、野田は福島第一原子力発電所の原子炉が冷温停止状態（ステップ2）を達成したとして、いわゆる原発事故の「収束宣言」を行なった。「収束」という言葉に対する違和感を示す質問には「ステップ2が終わったから政府のいろんな対応が、手を抜いていくとか、福島の地から我々はどんどん力を削いでいくということは全くありません。」と釈明した。
12月22日、野田が議長を務める国家戦略会議において「日本再生の基本戦略」が決定され、東日本大震災からの復興に加えてアジアの成長を取込み、2011年（平成23年）度から2020年（令和2年）度の平均で国内総生産名目成長率3%程度、実質成長率2%程度を目指す国家戦略を定めた。同戦略は、2日後の24日に野田内閣で閣議決定された。

#### 野田第1次改造内閣
2012年（平成24年）1月13日、内閣改造を行い、野田第1次改造内閣が発足した。同年3月30日、政府は消費税率を現行の5%から10%まで段階的に引き上げる消費増税関連4法案を含む社会保障・税一体改革関連法案を閣議決定し、国会に提出した。野田は、これに先立つ国会答弁で「将来不安をなくすことによって、消費や経済を活性化させることもある」などと意義を強調したが、野党時代にはこれとは逆に、増税で「日本経済が肺炎に」などと発言していたと報道された。

#### 野田第2次改造内閣
2012年（平成24年）6月4日、再度内閣改造を行い、野田第2次改造内閣が発足した。防衛相に拓殖大学大学院教授の森本敏を初めて民間から起用した。森本の前任の一川保夫と田中直紀はともに問責決議を受けていたため、防衛相人事は野田にとって鬼門だと評された。この人事には与野党から批判の声が上がったが、元朝日新聞論説委員の薬師寺克行は「形式論的な指摘でしかなく、本質を突いた批判になっていない」と述べている。
同年6月15日、民主党・自由民主党・公明党の実務者間での協議（確約した解散時期以降に社会保障国民会議の設置をすることで、社会保障抜本改革を先送りして消費税増税を既成事実とすること）が合意に達し、社会保障・税一体改革関連法案の修正内容について合意が成立した（三党合意）。しかし、修正法案の内容に対して党内の反対派から「第45回衆議院議員総選挙のマニフェストでうたった社会保障改革が棚上げされた」と合意内容を批判する声が上がっている。これに対し、社会保障・税一体改革担当大臣でもある民主党の岡田克也副総理は、増税についてマニフェストに書いていない点は率直におわびしなければならないとした上で、東日本大震災と欧州経済危機の発生により「社会保障制度の持続可能性のためにも消費税を上げざるを得ない」と反論。また関連8法案のうち6法案は社会保障改革に関するものであり、棚上げは事実と異なると主張している。党内からは、党大会に次ぐ議決機関である両院議員総会の開催を求める声が高まり、開催を求める154名分の署名が執行部に提出されたが、社会保障・税一体改革関連法案を議論するための両院議員総会は開かれず、代わりに両院議員懇談会が開かれた。
6月19日の党内協議では小沢グループによる三党合意の項目別合意や多数決採決の意見を押し切り、政調会長一任を決断し党内合意を得ることに成功した。
なお小沢一郎本人は「公約違反をしてでも消費増税をやるというのなら、成立したら辞めなさい」「総理がそこまで政治生命をかけてやるというのなら、（反対の）我々も、国民もこれは仕方がない、言う事を聞こうとなるから」と野田に言ったとしている。
6月26日の衆議院本会議での消費増税法案の採決では、民主党内から反対・棄権・欠席した議員が73名に達し、閣僚経験者ら大物議員を含め造反者が続出する事態となった。 採決に先立ち、加藤学から反対票を投じる方針を聞いた後援会長の中島衛は「加藤議員とは基本的に路線が一致していると思う」と話した。また田中秀征は「かつて日本の政治史に、これほどまで明確な重大公約違反があっただろうか」 と話している。
7月2日、消費増税法案に批判的な小沢一郎、東祥三・広野允士らが一斉に離党届を提出して「国民の生活が第一」を結成し、新党きづなとの統一会派「国民の生活が第一・きづな」を発足させた。党執行部は造反者や離党届提出者への処分案を取りまとめるが、7月4日に社会保障・税一体改革関連法案に批判的な加藤学が離党届を提出し、さらにその2日後に米長晴信が離党届を提出したことから、再び処分案を見直す事態となった。
また、7月17日には、野田の原子力政策に批判的な舟山康江・行田邦子・谷岡郁子が離党届を提出し、新たな会派「みどりの風」を結成した。その翌日には、野田の外交政策や社会保障・税一体改革関連法案に批判的な中津川博郷が離党届を提出した。地方議会議員の離党も相次いでおり、岩手県では党所属の地方議会議員のうち7割以上が離党する事態となった。8月8日、衆院解散時期について民自公の三党で会談し、消費税増税を柱とする社会保障・税一体改革関連法案を成立させた上で、具体的な解散時期は明示せず、「近いうちに信を問う」ことで合意した が、10月24日、新党大地・真民主の鈴木宗男から「今は景気対策や復興対策に力を注ぐべきで、選挙をやるべきではない」と問われた野田は、「私もそう思います」と応じた。
9月10日、金融担当大臣・郵政民営化担当大臣の松下忠洋が自殺。これを受け、同日より内閣総理大臣の野田が自ら郵政民営化担当大臣事務代理を兼務（10月1日の内閣改造まで）。金融担当大臣については、10月1日の内閣改造まで財務大臣の安住淳が事務代理を兼務。なおこの期間中は一時的に連立を組む国民新党の閣僚が不在となった。）。
9月11日、魚釣島・北小島・南小島の3島を海上保安庁に20億5千万円で埼玉県在住の地権者から買取らせ、所有権移転登記を完了し、尖閣諸島を国有化した。この尖閣諸島国有化は、石原慎太郎東京都知事の東京都による購入計画（実効支配強化のために島に様々な施設を作る）を阻止し、日本の実効支配強化が進むことへの中国の反発を抑えることを目的として行われた。この尖閣諸島国有化に対して中国では反日デモが相次ぎ、日系企業が襲撃され多大な被害が出た。これについて中華民国総統であった李登輝は、「経済力を背景に、ベトナムから西沙諸島を奪い、南沙諸島でフィリピンが領有していた地域に手を出し、そして日本領土である尖閣諸島の領海、領空侵犯を繰り返す中国は、札束の力で威張り散らす浅ましい『成金』の姿そのものである。野田前首相の時代に尖閣諸島は国有化されたが、あのような手続きを行ったところで、どれほどの効果があるのか。国が買わないなら都で買う、と表明した石原慎太郎前都知事にしても、彼の個人的な意気を示すだけの話であったように思う。もともと尖閣諸島は日本国民の領土なのだから、日本政府は手続き論に終始せず、中国が手を出してくるなら戦う、ぐらいの覚悟を示す必要がある」と批判している。
9月19日、差別や虐待などの人権侵害事案の解決にあたる救済機関「人権委員会」を法務省の外局として新設するための人権委員会設置法案を閣議決定した。

#### 野田第3次改造内閣
2012年（平成24年）10月1日、内閣改造を三たび行い、野田第3次改造内閣が発足した。10月23日に、田中慶秋法務大臣が暴力団関係者との交際問題で事実上の更迭 をされただけでなく、前原誠司国家戦略担当大臣の事務所費問題 や田中眞紀子文部科学大臣の『3大学の「不認可」』問題 が発生し、改造内閣発足後1ヶ月で支持率が17%（共同通信社調査）。10月9日、韓国ウォンの急落を受けて前年10月に700億ドルに引き上げられた日韓通貨スワップ協定の拡充措置を予定通り打ち切ることで両国が合意。11月以降は700億ドルから130億ドルに大幅減少する。
11月9日、人権委員会設置法案の提出を閣議決定した。

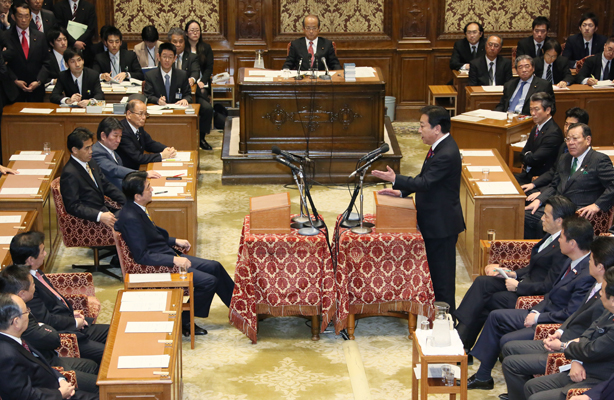
2012年11月14日、党首討論で自由民主党総裁安倍晋三と

11月14日、国会で行われた党首討論で自由民主党総裁安倍晋三に対し、当国会中の議員定数削減法案可決に協力することを確約するなら同月16日に衆議院解散を行うと明言した。この解散表明は岡田克也副総理や藤村修官房長官らごく限られた人数にしか知らされておらず、連立与党の国民新党や解散を求めていた自民・公明両党も予想していなかった。政治評論家の筆坂秀世は、この討論での野田の弁論は安倍、国民の生活が第一の小沢一郎代表、公明党の山口那津男代表を圧倒した一方で、安倍は動揺しまともに回答できなかったと評している。11月16日、野田は閣議で解散を宣言し全閣僚が署名。衆院本会議で横路孝弘衆院議長が解散を宣言した。非自民の総理大臣による衆議院解散（近いうち解散）は自民党発足前の1955年1月24日の鳩山一郎首相（日本民主党総裁）の天の声解散以来57年ぶりであり、2020年現在も1955年11月15日の自民党発足以降で唯一の例である。
12月16日施行の第46回衆議院議員総選挙では、従来からの千葉4区、さらに比例南関東ブロックで重複立候補した。北朝鮮が人工衛星と称するミサイル発射への警戒のため遊説を自粛していた が、強固な支持基盤に支えられ小選挙区で6選。同日、民主党が惨敗したことを受けて党代表辞任を表明した。
12月17日、ホワイトハウスのカーニー報道官は定例記者会見の質疑応答の中で、オバマ大統領は、野田が日米関係のために果たした貢献に感謝していると言及した。辞任する総理大臣にこのような発言をするのは異例のことである。

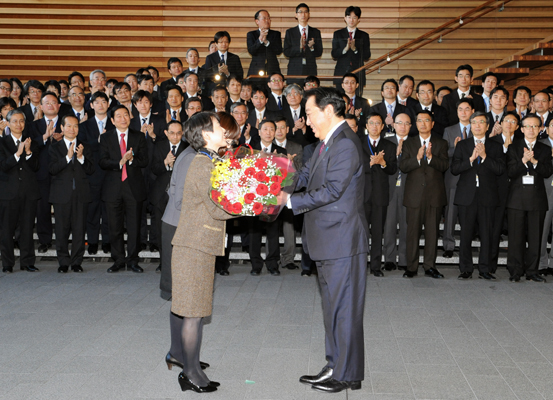
内閣総辞職に際して花束を贈呈される野田

12月26日午前、臨時閣議にて閣僚らの辞表を取りまとめ、内閣総辞職した。在任期間は482日で、鳩山の266日、菅の452日を上回り民主党政権としては最長となった。総辞職に際して「ぬくもりあふれる社会を取り戻し、次の世代に引き継ぐための道筋をつけることができた」「（閣僚に対して）汗を一緒にかいたことをありがたく思う」と談話を発表。

### 内閣総理大臣退任後

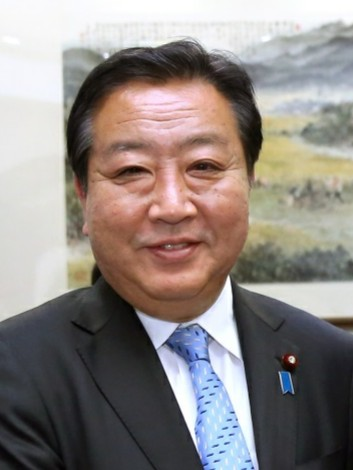
2015年

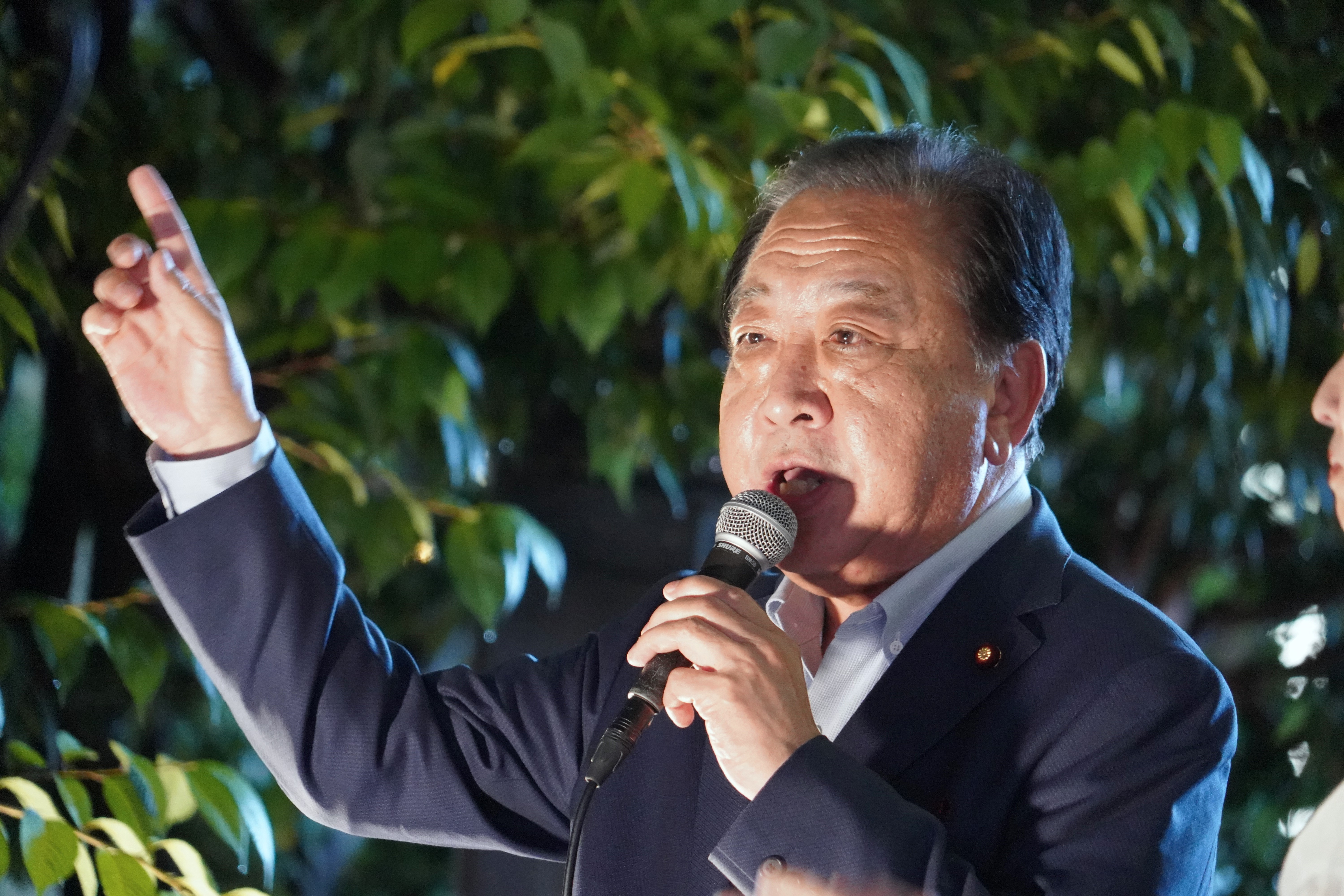
2024年7月、都知事選で応援演説を行う野田

第45回衆議院議員総選挙で民主党の政権公約として消費税増税を掲げていなかったにもかかわらず、野田内閣は消費税増税法案の成立を推進、その過程で公約遵守を主張する小沢一郎らが集団離党することになり民主党は分裂状態に至った。さらに衆議院解散に打って出るも、民主党は第46回衆議院議員総選挙で惨敗を喫した。こうした公約を無視した政権運営や根回ししない強引な党運営には批判も根強く、首相辞任以降も党内外から批判を浴びることとなる。野党となって以降は目立った活動を控えていたが、2015年6月27日、民主党福島県総支部連合会の会合に出席したところ、同席した民主党顧問の渡部恒三が「なぜ、野田君がこの場にいるのか」と一喝し、野田を痛烈に批判する騒ぎも起きている。
2016年9月16日に蓮舫代表の就任に伴う党役員人事で民進党幹事長に就任し、久々の表舞台への復権となったが、民主党が大敗した当時の首相だった野田の幹事長就任に党内からは「野田氏が幹事長になるなら離党も検討する」と反発の声が出るなど 物議を醸した。一方、自民党の石破茂は、自身のブログで「（野田氏の）幹事長就任には様々な見解を頂いております。概して否定的なご意見が多いように見受けられますが、私は民進党の中では野田氏は極めて真っ当な保守政治家だと認識しています」とのコメントを発表した。
2017年7月25日に東京都議会議員選挙敗北の総括のため開いた両院議員懇談会で、敗北の責任を取り幹事長を辞任する意向を表明した。
同年9月28日、衆議院解散。同日、民進党は希望の党への合流を決定。同日夜、希望の党結党メンバーの細野豪志はBSフジの番組で「三権の長を経験された方にはご遠慮いただいた方がいい」と述べ、総理大臣経験者の野田と菅直人の合流を拒否する考えを示した。9月29日、野田は記者団に対し、「希望の党に（公認を）申請することは一夜城みたいな形式だけど、本気で安倍政権を打倒していくという意味では、一つの選択肢だと思う」としたうえで、自身については「あえて先に離党していった人の股をくぐる気はまったくない」と述べ、無所属で立候補する意向を表明した。10月22日投票の第48回衆議院議員総選挙では、選挙応援のため全国各地を駆けまわりながらも、自由民主党の木村哲也に2倍以上の得票差をつけて、8選を果たした。
同年10月26日、岡田克也が代表を務める「無所属の会」の結成メンバーとなった。
2018年5月に民進党が国民民主党に移行する際は「無所属で野党結集に力を注いだ方がベターと判断した」と述べ、5月7日付で民進党を離党。その後の6月10日に千葉県内の旧民進党系地方議員らによる政治団体「千葉民主連合」を設立し代表に就任した。
2019年1月7日、岡田克也が示した立憲民主党会派へ個別合流案 に際し、野田は同党会派に移籍しない意向を明らかにした。同月16日、無所属の会の解散に際し、野田は無所属に留まり、新会派「社会保障を立て直す国民会議」を結成して同会派の代表に就くこととなった。同年9月30日、会派「社会保障を立て直す国民会議」は解散し、会派「立憲民主・国民・社保・無所属フォーラム」に合流した。
2020年9月に立憲民主党や国民民主党などが合流して結成された新「立憲民主党」に入党し、党の最高顧問に就任した。
2021年10月31日、第49回衆議院議員総選挙で9選。
2022年9月27日、銃撃事件に伴い死去した安倍晋三に対して行われた国葬に鳩山由紀夫、菅直人らが欠席する中で民主党政権の首相経験者では唯一参列した。
2022年10月7日、安倍に対する国会での追悼演説について、自民党側が「安倍氏は長く総理大臣を経験し、その重圧と孤独を最も知っているのが野田氏だ」として、野田に演説を申し入れ、野田自身もこれを受けて党内で協議後、要請を受諾、同月25日に行われた。野田の追悼演説は、「再びこの議場で、あなたと、言葉と言葉、魂と魂をぶつけ合い、火花散るような真剣勝負を戦いたかった。勝ちっ放しはないでしょう、安倍さん」など、かつての「仇敵」に対する惜しみない敬意や情感のこもった内容で「心を打つ」と話題を呼び、高く評価され、「憲政史に残る名演説」と賞賛する声もあがった。
2022年に成立した改正公職選挙法により、野田が長らく地盤としてきた船橋市は西側が4区、東側が14区に分けられることとなった。そのため、次期衆院選においてどちらの選挙区を選択するかが注目されていたが、2023年5月16日、次期衆院選においては14区から出馬し、4区においては新人候補を擁立する意向を明らかにした。
2024年7月の東京都知事選では候補者で野田が所属する立憲民主党を離党した蓮舫の応援演説を行った。

### 立憲民主党代表選挙
2024年8月29日、同年9月の立憲民主党代表選挙への立候補を正式表明した。
同年9月23日行われた投開票では、1回目投票でトップとなったものの全体の過半数に届かず、2位の枝野幸男との決選投票の結果、枝野を破り第3代立憲民主党代表に選出された。

### 立憲民主党代表
同年10月27日、第50回衆議院議員総選挙で10選。また、立憲民主党としては公示前の98議席から50議席増やし、自公過半数割れに追い込んだ。
2025年7月20日、第27回参議院議員通常選挙でも自公を過半数割れに追い込んだ。しかし、立憲民主党は福岡や茨城といった複数人区で議席を失ったほか、現職2人を擁立した東京選挙区でも現職1人が7位（補欠選挙との合併選挙のため定数6に加え、7位は3年の任期となる）に入るにとどまったほか、比例でも得票数を伸ばせず、公示前の22議席から議席を伸ばすことはできなかったhttps://www.nhk.or.jp/senkyo/database/sangiin/00/hsm12.html。

## 年譜

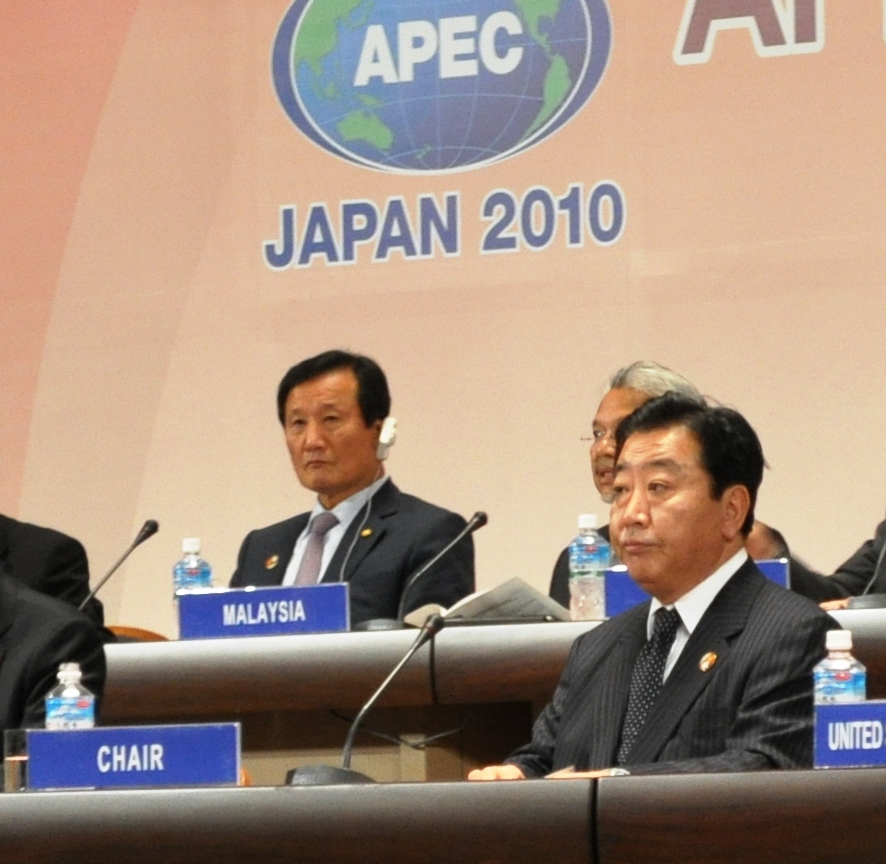
2010年11月、APEC財務相会合にて議長に就任

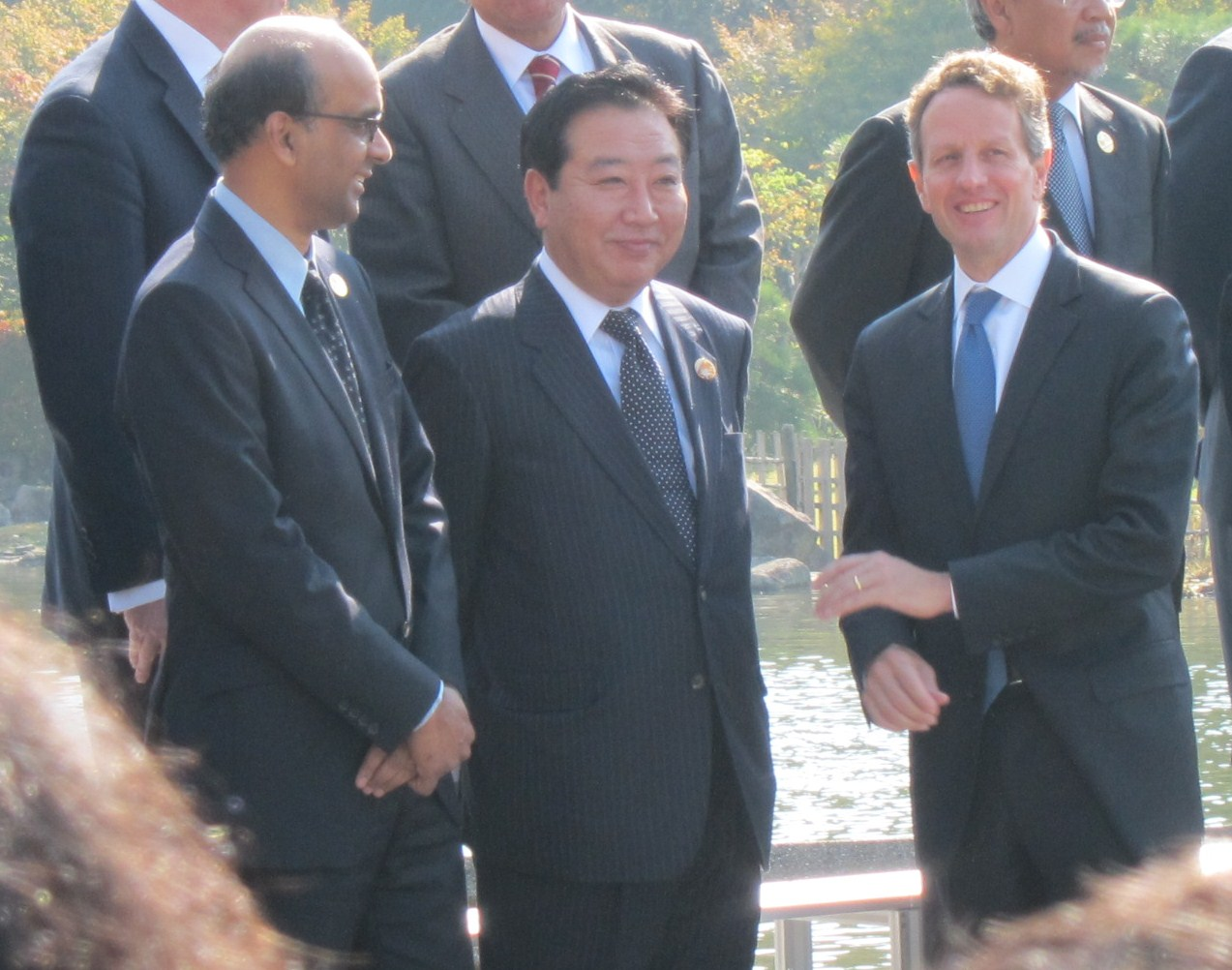
2010年11月6日、シンガポール財務大臣ターマン・シャンムガラトナム（左）、アメリカ合衆国財務長官ティモシー・フランツ・ガイトナー（右）と

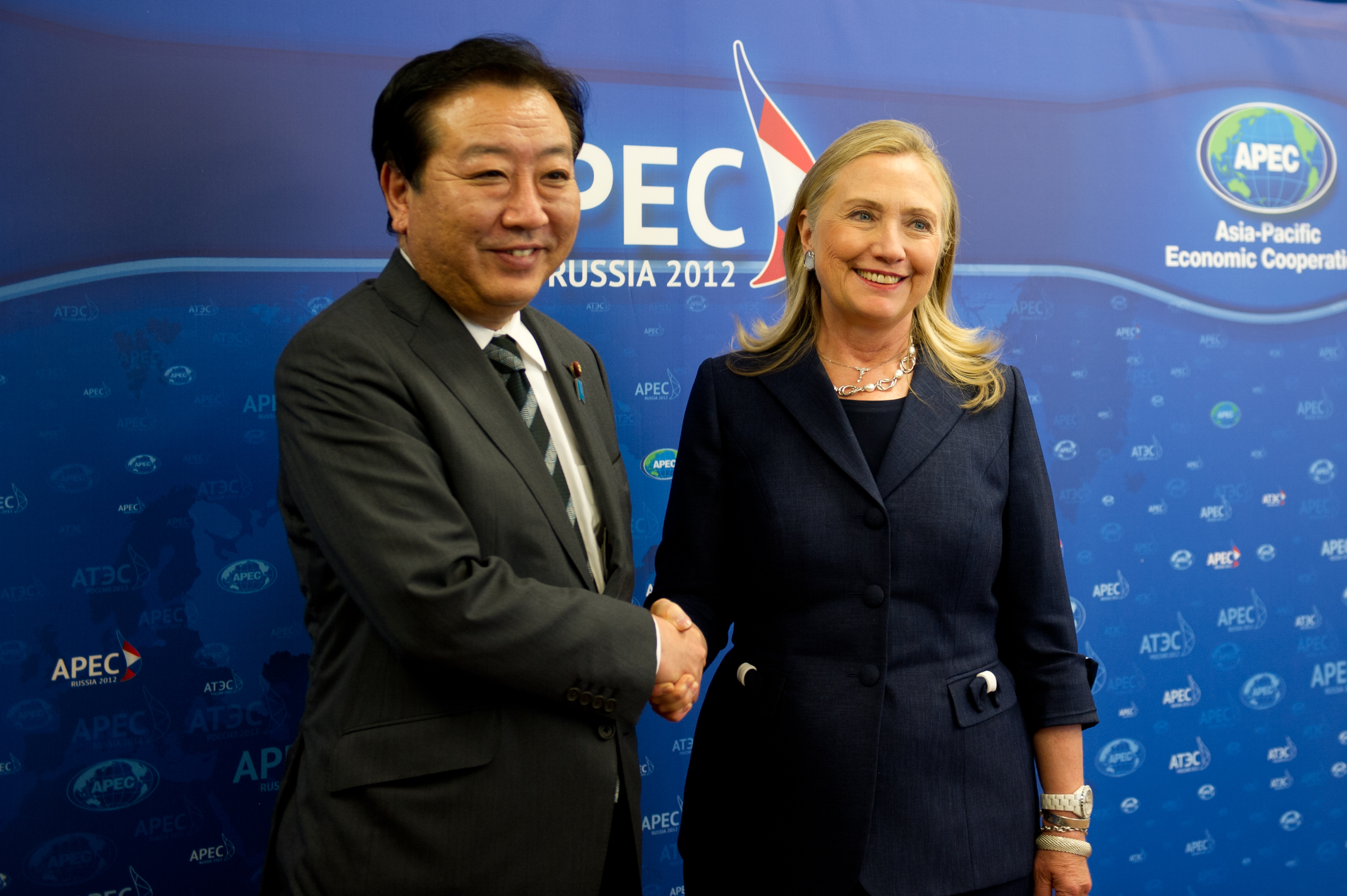
2012年、APECでアメリカ合衆国のヒラリー・クリントン国務長官と

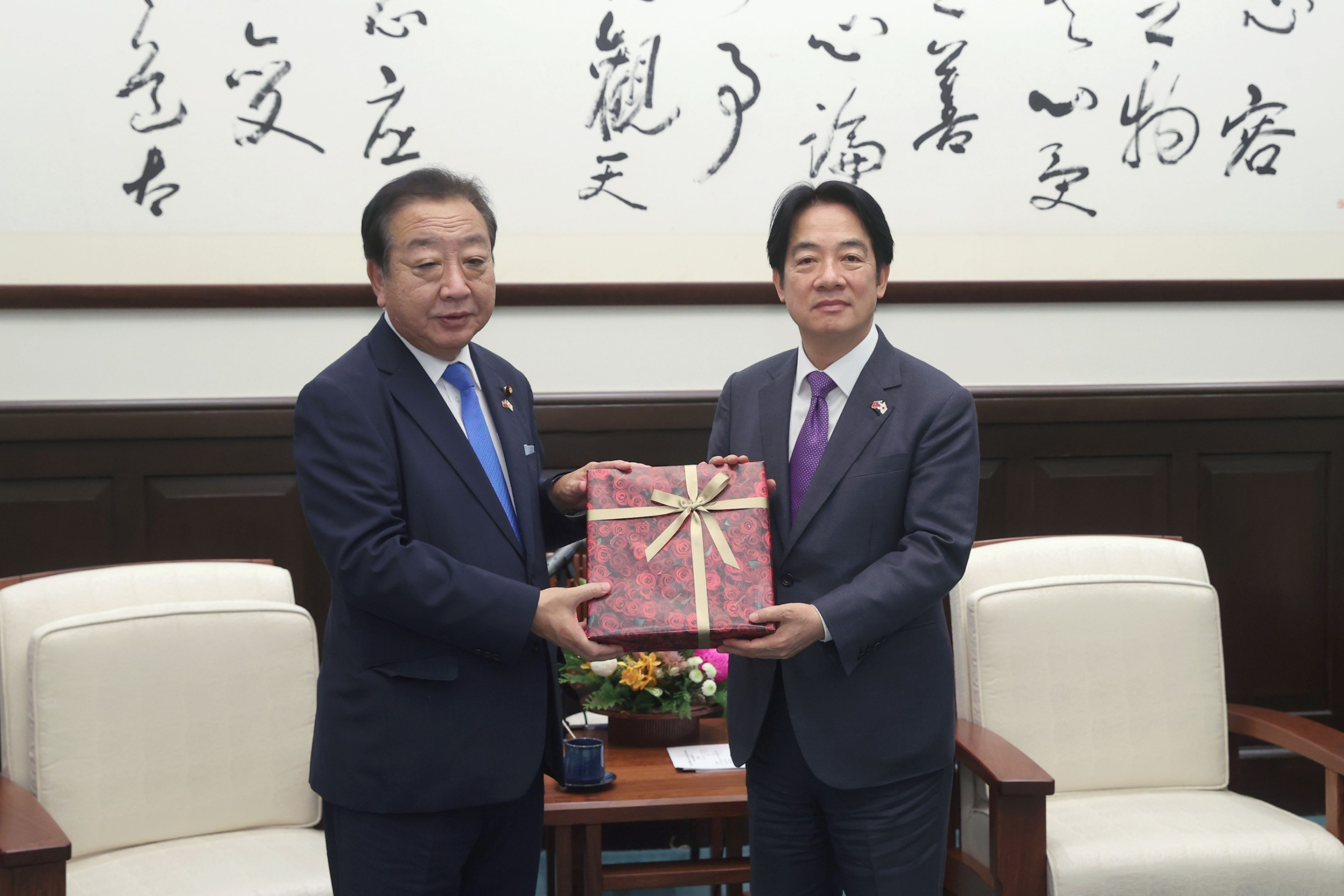
2024年8月21日、台湾総統の頼清徳と会談する野田

- 1980年（昭和55年）：早稲田大学政治経済学部政治学科を卒業する。松下政経塾に入塾（第1期生）。
- 1987年（昭和62年）：千葉県議会議員に無所属で立候補し、当選。
- 1991年（平成3年）：千葉県議会議員に無所属で立候補し、再選。
- 1993年（平成5年）：第40回衆議院議員選挙に日本新党公認で立候補し、初当選（1期目）。
- 1993年（平成5年）：衆議院規制緩和に関する特別委員会に所属。
- 1996年（平成8年）：衆議院規制緩和に関する特別委員会理事（委員長代理[133]）に就任する。
- 1996年（平成8年）：第41回衆議院議員選挙に新進党公認で立候補したが105票差で落選する。
- 2000年（平成12年）：第42回衆議院議員選挙に民主党公認で立候補し、小選挙区当選（2期目）。
- 2000年（平成12年）：民主党総務局長に就任する。
- 2001年（平成13年）：民主党「次の内閣」の行政改革担当大臣に就任する。
- 2002年（平成14年）：民主党代表選挙に、第二期民主党をつくる有志の会に推されて立候補するが、鳩山由紀夫に敗れる。
- 2002年（平成14年）：民主党国会対策委員長に就任する。
- 2003年（平成15年）：第43回衆議院議員選挙に民主党公認で立候補し、小選挙区当選（3期目）。
- 2004年（平成16年）：民主党「次の内閣」の財務大臣に就任する。
- 2005年（平成17年）：第44回衆議院議員選挙に民主党公認で立候補し、小選挙区当選（4期目）。
- 2005年（平成17年）：民主党国会対策委員長に2度目の就任した。
- 2006年（平成18年）：国会対策委員長を引責辞任する。
- 2007年（平成19年）：民主党政治改革推進本部事務局長に就任する。
- 2007年（平成19年）：衆議院教育再生に関する特別委員会理事に就任する。
- 2007年（平成19年）：民主党広報委員長に就任する。
- 2009年（平成21年）：衆議院懲罰委員長に就任する。
- 2009年（平成21年）：民主党幹事長代理に就任する。
- 2009年（平成21年）：第45回衆議院議員選挙に民主党公認で立候補し、小選挙区当選（5期目）。
- 2009年（平成21年）：鳩山由紀夫内閣で財務副大臣に就任する。
- 2010年（平成22年）：菅直人内閣で財務大臣に就任する。初入閣。
- 2011年（平成23年）：民主党代表及び内閣総理大臣に就任する。
- 2012年（平成24年）：第46回衆議院議員選挙に民主党公認で立候補し、小選挙区当選（6期目）。
- 2012年（平成24年）12月26日：臨時閣議にて内閣総辞職する。在任期間は482日間。
- 2014年（平成26年）：第47回衆議院議員選挙に民主党公認で立候補し、小選挙区当選（7期目）。
- 2016年（平成28年）9月16日：民進党幹事長に就任する。
- 2017年（平成29年）9月：幹事長辞任。
- 2017年（平成29年）：第48回衆議院議員選挙に無所属で立候補し、小選挙区当選（8期目）。
- 2019年（平成31年）：院内会派「社会保障を立て直す国民会議」代表。
- 2021年（令和3年）：第49回衆議院議員選挙に立憲民主党公認で立候補し、小選挙区当選（9期目）。
- 2024年（令和6年）：立憲民主党代表選挙で当選。また、第50回衆議院議員選挙に立憲民主党公認で立候補し、小選挙区当選（10期目）。

## 政策・主張

### 政治的立場
野田の基本的な政治的立場について、メディア等からは中道や保守と評され、野田自身も「中道から穏健な保守」路線を標榜している。

### 憲法
- 憲法改正について、2017年の朝日新聞社のアンケートで「どちらかと言えば賛成」と回答[136]。2021年の毎日新聞社のアンケートで「賛成」と回答[137]。同年のNHKのアンケートで「どちらともいえない」と回答[138]。
- 9条改憲について、2021年の毎日新聞社のアンケートで「改正して自衛隊の存在を明記すべきだ」と回答[137]。憲法9条への自衛隊の明記について、2021年のNHKのアンケートで「どちらかといえば賛成」と回答[138]。
- 憲法を改正し緊急事態条項を設けることについて、2021年の毎日新聞社のアンケートで「反対」と回答[137]。

### 外交・安全保障
- 安全保障関連法の成立について、2017年の朝日新聞社のアンケートで「どちらかと言えば評価しない」と回答[136]。
- 敵基地攻撃能力を持つことについて、2021年の毎日新聞社のアンケートで「反対」と回答[137]。
- 普天間基地の辺野古移設問題について、2021年の毎日新聞社のアンケートで「政府は埋め立てをいったん中断して、沖縄県と話し合うべきだ」と回答[137]。
- 徴用工訴訟などの歴史問題をめぐる日韓の関係悪化についてどう考えるかとの問いに対し、2021年の毎日新聞社のアンケートで「より強い態度で臨む」と回答[137]。
- 「北朝鮮に対しては対話よりも圧力を優先すべきだ」との問題提起に対し、2017年の朝日新聞社のアンケートで「どちらとも言えない」と回答[136]。
- 「非核三原則を堅持すべきだ」との問題提起に対し、2017年の朝日新聞社のアンケートで「どちらかといえば賛成」と回答[136]。
- 日本による過去の植民地支配と侵略を認めて謝罪した「村山談話」の見直し論議について、2014年の毎日新聞社のアンケートで回答しなかった[139]。
- 従軍慰安婦に対する旧日本軍の関与を認めた「河野談話」の見直し論議について、2014年の毎日新聞社のアンケートで回答しなかった[139]。
- 第2次安倍内閣が2013年に提出した特定秘密保護法案は同年12月6日に可決成立した[140]。「こうした法律が日本に必要と思うか」との2014年の毎日新聞社のアンケートに対し回答しなかった[139]。
- 「沖ノ鳥島は岩礁にすぎない」とした唐家璇中国国務委員（副首相級）に対し、「沖ノ鳥島は満潮時でも水没しない」「かつて、満潮時には水没してしまう岩礁に高床式の掘っ立て小屋を立てて、南沙諸島を実効支配した貴国にとやかく言われる筋合いはない」と反論している[141]。一方、2012年（平成24年）10月29日の所信表明演説では、尖閣・竹島などの領土問題に関して具体的な国や島の名前の言及は避けており[142]、竹島問題での国際司法裁判所（ICJ）への単独提訴を11月以降に先送りするなど「関係改善」を模索している。2012年10月27日に判明した自衛隊と在日米軍による共同の離島奪還訓練の断念については、米・キャンベル国務次官補が「日本が決めたなら、戻せとは言わないが、なぜ中止しないといけないのか理解しかねる」[143] と述べた[144]。

### 財政・金融
- 財政政策では、与謝野馨らと並んで財政再建派・増税派の代表格とされる。東日本大震災直後には復興財源を賄うための臨時増税の実施を示唆していた[145]。
- 国債発行について、2017年の朝日新聞社のアンケートで「財政赤字は危機的水準であるので、国債発行を抑制すべきだ」と回答[136]。
- 財源調達機能として、金融所得課税の強化を有力な選択肢だとしている。財務大臣の鈴木俊一に対し、「私が財務大臣の頃と違い、金融担当大臣を兼ねているから中立的にしか言えないんですかね。政府として金融所得課税に取り組んでいく、党の動きを待つだけではない姿勢が必要だ」と指摘していた[146]。

### 政治・行政・規制改革
- 自身の政治改革の3原則として①政治にお金をかけない ②政治でお金を儲けない ③お金で政治を動かさない ー の3つを挙げている[147]。
- 2009年（平成21年）7月14日の衆議院本会議で、「25000人の国家公務員OBが、4500の法人に天下りをし、その4500法人に12兆円1000億円の血税が流れていることがわかりました。これだけの税金に一言で言えばシロアリが群がっている構図があるんです。そのシロアリを退治して、働きアリの政治を実現しなければならないのです」と述べて、天下りの根絶を主張している。更に第45回衆議院議員総選挙公示目前の2009年8月15日には、「シロアリを退治して、天下り法人をなくして、天下りをなくす。そこから始めなければ、消費税を引き上げる話はおかしいんです。徹底して税金の無駄遣いをなくしていく。それが民主党の考え方であります」と大阪府堺市で演説している[148]。
- 2012年（平成24年）11月に衆議院の議員定数を45削減する選挙制度改革関連法案を提出していた[149]。
- 行革（行政改革）を更に進めるため、行政事業レビューを法定化すべきだとしている[150]。

### ジェンダー
- 選択的夫婦別姓制度の導入について、2017年の朝日新聞社のアンケートで「どちらかと言えば賛成」と回答[136]。2021年のNHKのアンケートで「賛成」と回答[138]。
- 同性婚を可能とする法改正について、2017年の朝日新聞社のアンケートで「どちらかと言えば賛成」と回答[136]。2021年のNHKのアンケートで「賛成」と回答[138]。
- クオータ制の導入について、2021年のNHKのアンケートで「どちらかといえば賛成」と回答[138]。

### その他
- 安倍内閣による森友学園問題・加計学園問題への対応について、2017年の朝日新聞社のアンケートで「評価しない」と回答[136]。
- 森友学園への国有地売却をめぐる公文書改竄問題で、2021年5月6日、国は「赤木ファイル」の存在を初めて認めた[151]。しかし5月13日、菅義偉首相はファイルの存在を踏まえた再調査を行わない考えを報道各社に書面で示した[152]。9月の自民党総裁選挙で総裁に選出された岸田文雄も10月11日、衆議院本会議の代表質問で再調査の実施を否定した[153]。国の対応をどう考えるかとの同年の毎日新聞社のアンケートに対し「さらに調査や説明をすべきだ」と回答[137]。
- 大連立推進論者である。自民党、公明党との大連立に関し「101回でもプロポーズしていきたい」と意欲を示している[154]。
- 2015年1月の民主党代表選挙では、元代表・岡田克也の推薦人に名を連ねた[155]。
- 民共共闘について、2016年（平成28年）6月には民進党を血液型のA型、共産党をB型に例え「輸血してもらったら、死んじゃうかもしれない」[156] と語るなど民共共闘に否定的であった。しかし幹事長就任後の支持者向けの会合では、「私は自衛官のせがれで、（自衛隊解体を綱領に掲げる）共産党に対する意識は、どなたよりも強烈だ」「ビジネスでは握手だけでなく、カラオケに行って一緒にマイクを握ることもある。だが、魂を売るわけではないし、一緒に住む話でもない」[157] と慎重姿勢を示しながらも、「野党がバラバラで一つの選挙区で自民党、公明党の候補者と戦うにはまだまだ力不足」「握手くらいは、やらないといけない。魂を売るわけではないが、どういう協力をするかは真剣に考えていく」として一定の理解を求めた[156]。
- 2022年（令和4年）10月25日放送の安倍晋三元総理の追悼演説直後に出演したBSフジLIVE プライムニュースにて、第1次安倍内閣の実績として防衛庁から防衛省に格上げされたことは「自衛官の倅としてうれしかった」と述べている。また、視聴者からの電子メールによる質問で「なぜ自民党に行かないのか」という問いに対し、「政権交代可能な二大政党制を実現するため」と答えている。
- TPP推進論者である[158]。
- 小泉純一郎首相の靖国神社参拝が論争となっていた2005年（平成17年）10月17日には、「A級戦犯と呼ばれた人たちは戦争犯罪人ではない。戦争犯罪人が合祀されていることを理由に首相の靖国神社参拝に反対する論理は破綻している」「参拝の是非は国際政治的な利害を踏まえてなされるべきもので、誤ったA級戦犯理解に基づく是非論はA級戦犯とされた方々に対する人権侵害であり、人権と国家の名誉に関わる問題である」「東京裁判を受諾したという政府や外交当局の見解によれば、東京裁判における南京大虐殺20数万や日本のソ連侵略といった虚構も含め、日本が満州事変以降一貫して侵略戦争を行って来たという誤解を受け入れることになってしまう」という趣旨の質問主意書を提出した[159]。ただし、首相就任後は靖国参拝を自粛し、8月15日に参拝の意向を示していた羽田雄一郎国土交通相と松原仁国家公安委員長にも自粛するように求めた[160]。
- 永住外国人への地方選挙権付与についての自身の姿勢については「明確に反対だ。外国人が、帰化しやすいように手続きを簡略化すれば済む話。政府提案であっても、議員提案であっても出すべきではない」と述べている[161]。
- 親ガチャについて、死語にしたいとしたうえで「「この国に生まれて良かった」と思える「国ガチャに当たった」と言える日本にする」と主張している[162]。

## 所属団体・議員連盟
- 人権擁護法案から人権を守る会
- 天皇陛下御即位二十年奉祝国会議員連盟（副実行委員長）

## 人物

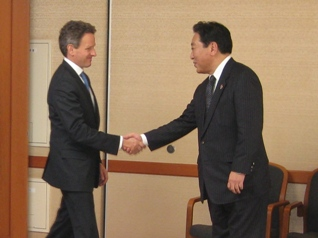
2010年11月6日、アメリカ合衆国財務長官ティモシー・フランツ・ガイトナー（左）と

### 人柄、性格、趣味など
- 身長173cm、体重79kg。
- 尊敬する人物は松下幸之助とロバート・ケネディ。
- 座右の銘は松下政経塾の「五誓」の一つである「素志貫徹（成功の要諦は成功するまで続けるところにある）」。政治信条はケネディの「アイデアリズム・ウイズアウト・イリュージョン（幻想なき理想主義）」[4]。
- 性格は温厚で低姿勢と評される事が多い[41][163][164]。
- 以前は1日に2箱のたばこを吸うヘビースモーカーとして知られた[165]。財務省ではたばこ増税に取り組んだが、「（増税は）切ないテーマ」と認めた[166]。2011年7月、東日本大震災の復興財源の税目として更なるたばこ増税が議論になった際に、当時財務相であった野田は、税制を使った「オヤジ狩りみたいなもの」だと反発した[167]。
  - 2012年（平成24年）3月9日、参議院決算委員会で政府の癌対策に絡み、当時野党だった公明党の松あきらが、愛煙家の野田に「率先垂範して禁煙宣言してはどうか」と迫った。これに対し「いや、困りましたね。喫煙率が下がっていくことは望ましいと思いますが、私、18歳からずっとやめたことなく貫いてきてしまいました。受動喫煙には気を付けたい」と発言。議場内がざわめき、「喫煙は法律で20歳から」という周囲のささやきで、問題発言をしたことに気付いた野田は、「あ、すみません、20歳からです、失礼いたしました。」と慌てて答弁を訂正した。松は「ここは目をつぶるから、しっかりやって」と、野田に禁煙を迫った[168][169]。
  - 一方、2024年12月17日の党会合では、前日の参院予算委員会において禁煙論者として知られる松沢成文が石破茂首相に対し「与野党第1党の党首が愛煙家では国際社会にふさわしくない」「野田氏と一緒に禁煙したらどうか」[170]などと発言したことについて、「私は禁煙して5年目になる。事実誤認だと指摘したい」と述べた[171]。
- 趣味は格闘技観戦。政界屈指のプロレスファンとして知られており、2013年に日本武道館で行われた小橋建太の引退試合に来場し、セレモニーでは花束を贈呈している。野田本人は「一人のファンとして、小橋の最後を見ないわけにはいかない。この試合だけは、生で見ないと失礼に当たる。絶対王者と呼ばれた人のラストファイトを見届けたい。これぞ小橋という魂を感じる試合を最後に見たい」と思いを語った[172]。小学生の時にキックボクシングの沢村忠に握手してもらい感動したという[4]。憧れのプロレスラーはジャンボ鶴田[172]。政治の場でも格闘技用語を使い、2002年の民主党代表選のキャッチフレーズは「ドスンパンチ」、2003年には小泉純一郎首相の答弁を「ヒットアンドアウェーというよりアウェーアンドアウェー」と表現した[4]。柔道2段の有段者で、田村亮子と写った写真を議員会館自室に飾っている。田村について「政治家としての行動は違うが、柔道家としては好き」と語っている[4]。超党派で作る格闘技振興議員連盟の会長を務めている。本人曰く柔道でも政治でも寝技は苦手。2012年6月18日にメキシコで行われた日露首脳会談では、柔道家として知られるプーチン大統領と自国のロンドンオリンピック代表の柔道着を贈りあった[173]。
- 好物はラーメンと日本酒[174]。酒豪だが高級バーをはしごするタイプではなく、庶民的な店がほとんどだという[4]。藤井裕久とは2004年参院選の際に空港の待合室でカップ酒を10本空けたことを機に親しくなり、民主党政権において財務副大臣・財務大臣などを務めて政治的に飛躍していく素地となった[175]。
- 一方、酒好きを懸念する声も上がった。首相在任時は公邸で一升瓶を空けることもあり、翌日呂律が回らないこともあったと報じられた[176]。
- カラオケの十八番は「柳ヶ瀬ブルース」「思えば遠くへ来たもんだ」など。
- 2011年10月の資産公開で、野田の資産は1,774万円（千葉県船橋市の自宅の土地・建物計1,514万円、定期預金260万円）で、家族分も公開対象となった1989年以降、首相の就任時では過去最少となった[177]。
- 自身の性格・人柄について、内閣総理大臣時に「馬鹿正直」と答弁している[178]。
- 自民党の石破茂とは、同じ昭和32年生まれで血液型もB型であり、上述の様にたばこや日本酒好きを公言するなど共通点は多い。野田は、地方議員だった頃に、石破が自民党の若手議員として既にテレビ出演しており、憧れの存在であったと述べている[179]。
- 野田の結婚式の司会は後の静岡県知事・鈴木康友がつとめた[180]。

### 政治家として
- 1996年に落選したが（田中：73,792票、野田：73,687票、惜敗率：99.85%）、これは2014年の第47回衆議院議員総選挙の新潟2区で細田健一が鷲尾英一郎を102票差で破るまで衆院選小選挙区で最小の票差であった。この際、「がんばれ野田佳彦」「必勝」などと書かれた投票用紙が大量に見つかりすべて無効票と判断されたため、選挙管理委員会に選挙無効申し立てをしたが後に取り下げた。約4年間の浪人時代は中小・零細企業の経営者たちのカンパに支えられたという[4]。1999年に医療グループ「DSヘルスケアグループ」社長の寒竹郁夫が後援会長に就任した[181]。
- 松下政経塾の塾長であった松下幸之助からの助言に従い、駅前で通勤する人々に政策を訴える「朝立ち」を1986年10月から2010年に財務相に就任する前日まで24年間続け、「駅前留学はNOVA、駅前演説はNODA」と自ら称した。首相退任後の2012年12月から朝立ちを再開している[182]。
- 財政政策にブレが少なくあまり省議に口を挟まないことから、財務省内では「仕えやすい上司」との評価が定着。演説の上手さにも定評がある[4]。
- 第162回国会における2005年1月21日の小泉首相による施政方針演説の中で、凶弾に倒れながらも「男子の本懐」と漏らした濱口雄幸首相を小泉が自らになぞらえたことに対して、1月25日の代表質問の場において、狙撃後も命をかけて国会に出席し説明責任を果たしたことが浜口の真骨頂であり、ぼかして逃げるあなた（小泉）とは違うと批判した[183]。
- 日本大学法学部教授の岩井奉信は、党の内外や官僚と敵対しない温厚なタイプと野田を評した[163]。
- 清華大学現代国際関係研究院副院長の劉江永は、野田の政治姿勢を「中庸右寄りであり、最右翼や極右ではないと思う。保守中道の右寄りだ」と評している[184]。
- 民主党の藤井裕久最高顧問は政界引退にあたって、「今の日本の政治家で、彼をおいて総理に値する人は絶無だ」と断言した[185]。
- 御厨貴は総理時代の野田について「鳩山・菅とは異なる保守の政治家であり極めて現実的に進めようと努めた人でした。基本的に民主党は反官僚で霞が関とは敵対していましたが野田政権の時は官僚も少しは話が出来ると態度を軟化。「統治」とは何かがようやく分かり始めた時にはすでに政権の足元が揺らいでおり打つ手がなかった。僕は民主党政権で唯一評価すべき総理は野田だと思っている」と評している[186]。

## 選挙歴
| 当落 | 選挙                   | 執行日         | 年齢 | 選挙区       | 政党       | 得票数     | 得票率 | 定数 | 得票順位 /候補者数 | 政党内比例順位 /政党当選者数 |
| ---- | ---------------------- | -------------- | ---- | ------------ | ---------- | ---------- | ------ | ---- | ------------------ | ---------------------------- |
| 当   | 千葉県議会議員選挙     | 1987年4月12日  | 29   | 船橋市選挙区 | 無所属     | 1万8707票  | 10.12% | 7    | 4/14               | /                            |
| 当   | 千葉県議会議員選挙     | 1991年4月7日   | 33   | 船橋市選挙区 | 無所属     | 2万405票   | 12.52% | 7    | 3/10               | /                            |
| 当   | 第40回衆議院議員総選挙 | 1993年07月18日 | 36   | 旧千葉1区    | 日本新党   | 17万5671票 | 20.54% | 5    | 1/9                | /                            |
| 落   | 第41回衆議院議員総選挙 | 1996年10月20日 | 39   | 千葉4区      | 新進党     | 7万3687票  | 31.94% | 1    | 2/4                | /                            |
| 当   | 第42回衆議院議員総選挙 | 2000年06月25日 | 43   | 千葉4区      | 民主党     | 11万6156票 | 47.27% | 1    | 1/4                | /                            |
| 当   | 第43回衆議院議員総選挙 | 2003年11月09日 | 46   | 千葉4区      | 民主党     | 13万5522票 | 55.77% | 1    | 1/3                | /                            |
| 当   | 第44回衆議院議員総選挙 | 2005年09月11日 | 48   | 千葉4区      | 民主党     | 12万9834票 | 44.90% | 1    | 1/4                | /                            |
| 当   | 第45回衆議院議員総選挙 | 2009年08月30日 | 52   | 千葉4区      | 民主党     | 16万2153票 | 53.64% | 1    | 1/5                | /                            |
| 当   | 第46回衆議院議員総選挙 | 2012年12月16日 | 55   | 千葉4区      | 民主党     | 16万3334票 | 57.28% | 1    | 1/4                | /                            |
| 当   | 第47回衆議院議員総選挙 | 2014年12月14日 | 57   | 千葉4区      | 民主党     | 11万9193票 | 51.69% | 1    | 1/4                | /                            |
| 当   | 第48回衆議院議員総選挙 | 2017年10月22日 | 60   | 千葉4区      | 無所属     | 13万1024票 | 59.59% | 1    | 1/4                | /                            |
| 当   | 第49回衆議院議員総選挙 | 2021年10月31日 | 64   | 千葉4区      | 立憲民主党 | 15万4412票 | 64.55% | 1    | 1/2                | /                            |
| 当   | 第50回衆議院議員総選挙 | 2024年10月27日 | 67   | 千葉14区     | 立憲民主党 | 14万5821票 | 66.40% | 1    | 1/4                | /                            |

## エピソード
- 2007年（平成19年）6月に政治資金パーティーを行った際に、脱税事件で有罪判決を受けた男性が代表を務める会社の関連会社2社が40万円ずつ（計・80万円）のパーティー券を購入したことが判明し、野田の事務局は「速やかに返還する」とした[187]。
- 2011年（平成23年）1月20日に朝日新聞社が調べたところによると、関係政治団体「野田よしひこ後援会」が、2009年（平成21年）にクラブなどで支出した飲食費合計22万2500円を政治資金の交際費として支出したと、政治資金収支報告書に記載しており、野田の事務所は1月19日付で、報告書から削除した。この問題について、同事務所は「女性が接客する店の代金は、政治家の政治活動にはあたらない、と判断したので削除した」と説明した[188]。
- 2011年（平成23年）6月16日に、業務上過失致死罪で医師が起訴された品川美容外科グループ創業者の男性から、2008年と2009年、2010年に各100万円の政治献金を受け取っていた。この問題に対し、野田は「返金を検討したい」と述べた[189]。
- 中国海軍のフリゲート艦が2013年1月30日午前10時ごろに海上自衛隊の護衛艦に火器管制レーダーを照射した事件[190] の報道に対して、野田佳彦、岡田克也、民主党は「報道は事実に反する」とし、謝罪と訂正を求めた[191][192]。また、第2次安倍内閣に於いても国会答弁にて小野寺五典防衛相が「今回の照射事案以前に、総理等まで報告の上、公表の必要があると判断された今回のような事案は、発生しておりません。」と報道を正式に否定した[193]。また、菅義偉官房長官は情報を報道へリークしたとされる《関係者》なる人物の存在について「私どもからそうした情報を出すということは、これはあり得ないことであります。それは、民主党政権であっても私どもの政権であっても、新聞というのは真実に基づいて報道すべきだろうと思います。」と国会で答弁し、報道を正式に否定した[194]。
- 2016年6月22日、参院選の応援演説で「白鵬は力が衰えた分、立ち合いが汚い。左手を相手の顔に出し、ひるんだところに右肘でエルボーを入れる。豪栄道は眼窩（がんか）底骨折。安倍政権も同じ。左手でアベノミクスと言い、右手で憲法改正。顔面骨折は、国民がするんです」と安倍政権の政治手法を大相撲の横綱・白鵬の取り口になぞらえた批判を行った。これを知った愛知県名古屋市の白鵬後援会が抗議文を提出したため、同年7月5日に名古屋市内で開かれた白鵬の激励会に野田佳彦本人直筆の謝罪文を持った民進党の別の議員2人が訪れ、代理で謝罪した[195][196]。しかし、野田自身の公式サイトには同様のたとえをそのままに、武力や権謀をもって支配・統治する「覇道」であると安倍政権を非難した文章が残っている[197]。

## 家族・親族

### 野田家
（富山県富山市、千葉県船橋市）
- 家系

父は富山県婦負郡野積村（現在の富山市八尾町水口）の出身。農家の6人兄弟の末っ子として生まれた。自衛隊の前身である警察予備隊に入隊し、定年で退官するまで自衛官としての人生を歩んだ。習志野駐屯地勤務の折に、母と出会い、結婚。母は千葉県の農家の11人兄弟の末っ子だった。貧乏で結婚式も挙げなかった。
野田によると「農家の末っ子同士の間に生まれた子どもが、私です。選挙区が都市部なのにシティーボーイに見えないのは、そのせいかも知れません」という。出生時、係累に政治家は誰もいなかった。
- 父（元自衛官[1][2]、2020年9月3日没[200]。
- 弟・剛彦（千葉県議会議員・立憲民主党所属、1961年1月9日生まれ）[201]
- 妻・仁実[201]
- 長男[201]・竜之介(1991年12月19日生[202])
- 次男[201]・晋之介(1995年1月5日[202])

### 略系図
|  |  |  |  |  |  |  |  | 父 | 父 | 父       | 父       | 父       | 父       |          |          |  |  |          |          | 母       | 母       | 母       | 母       | 母 | 母 |  |  |    |    |      |      |      |      |      |      |  |  |  |  |  |  |  |  |
|  |  |  |  |  |  |  |  | 父 | 父 | 父       | 父       | 父       | 父       |          |          |  |  |          |          | 母       | 母       | 母       | 母       | 母 | 母 |  |  |    |    |      |      |      |      |      |      |  |  |  |  |  |  |  |  |
|  |  |  |  |  |  |  |  |    |    |          |          |          |          |          |          |  |  |          |          |          |          |          |          |    |    |  |  |    |    |      |      |      |      |      |      |  |  |  |  |  |  |  |  |
|  |  |  |  |  |  |  |  |    |    |          |          |          |          |          |          |  |  |          |          |          |          |          |          |    |    |  |  |    |    |      |      |      |      |      |      |  |  |  |  |  |  |  |  |
|  |  |  |  |  |  |  |  |    |    |          |          |          |          |          |          |  |  |          |          |          |          |          |          |    |    |  |  |    |    |      |      |      |      |      |      |  |  |  |  |  |  |  |  |
|  |  |  |  |  |  |  |  |    |    | 野田剛彦 | 野田剛彦 | 野田剛彦 | 野田剛彦 | 野田剛彦 | 野田剛彦 |  |  | 野田佳彦 | 野田佳彦 | 野田佳彦 | 野田佳彦 | 野田佳彦 | 野田佳彦 |    |    |  |  |    |    | 仁実 | 仁実 | 仁実 | 仁実 | 仁実 | 仁実 |  |  |  |  |  |  |  |  |
|  |  |  |  |  |  |  |  |    |    | 野田剛彦 | 野田剛彦 | 野田剛彦 | 野田剛彦 | 野田剛彦 | 野田剛彦 |  |  | 野田佳彦 | 野田佳彦 | 野田佳彦 | 野田佳彦 | 野田佳彦 | 野田佳彦 |    |    |  |  |    |    | 仁実 | 仁実 | 仁実 | 仁実 | 仁実 | 仁実 |  |  |  |  |  |  |  |  |
|  |  |  |  |  |  |  |  |    |    |          |          |          |          |          |          |  |  |          |          |          |          |          |          |    |    |  |  |    |    |      |      |      |      |      |      |  |  |  |  |  |  |  |  |
|  |  |  |  |  |  |  |  |    |    |          |          |          |          |          |          |  |  |          |          |          |          |          |          |    |    |  |  |    |    |      |      |      |      |      |      |  |  |  |  |  |  |  |  |
|  |  |  |  |  |  |  |  |    |    |          |          |          |          |          |          |  |  |          |          |          |          |          |          |    |    |  |  |    |    |      |      |      |      |      |      |  |  |  |  |  |  |  |  |
|  |  |  |  |  |  |  |  |    |    |          |          |          |          |          |          |  |  |          |          | 男       | 男       | 男       | 男       | 男 | 男 |  |  | 男 | 男 | 男   | 男   | 男   | 男   |      |      |  |  |  |  |  |  |  |  |

## 著書
- 『民主の敵 政権交代に大義あり』新潮社〈新潮新書〉、2009年7月17日。ISBN 978-4-10-610323-0。

## 寄稿
- 巻頭言民のかまど 財務副大臣 野田佳彦（PDF：282kb） - 財務省広報誌ファイナンス 平成22年2月号

月刊Hanada2023年1月号「安倍さんがいたから今の私がある」